# Bioproduktivität
Die Bioproduktivität einer Landfläche, eines Ozeans oder eines Ökosystems kennzeichnet die Biomasse, die dort pro Zeitspanne und pro Fläche erzeugt wird. 
Sie ist abhängig von verschiedenen Parametern wie Wasserangebot, Oberflächen- bzw. Wassertemperatur, fotosynthetisch aktiver Einstrahlung, Nährstoffangebot (Nitrat, Nitrit, Ammoniak, Phosphor), Kohlendioxid-Gehalt in Luft und Boden sowie Artenvielfalt. Sie kann durch menschliche Aktivitäten, z. B. durch Düngung oder Bewässerung, positiv oder auch negativ beeinflusst werden. 
Die Bioproduktivität basiert auf zwei Prozessen: der biologischen Primärproduktion, d. h. dem Aufbau von energiereicher Biomasse aus energiearmen Stoffen der Umwelt, und der Sekundärproduktion, d. h. der Transformation der Biomasse in andere Formen im Zuge ihrer Konsumtion. Entsprechend werden Brutto- und Nettobioproduktion unterschieden. Letztere enthält nicht die durch lebenserhaltende Verbrennungsprozesse und andere Formen der Konsumtion vernichtete Biomasse.
Mit steigender Bioproduktivität steigt der Kohlendioxidgehalt im Boden; dadurch wird die Verwitterung von Carbonaten beschleunigt (sog. Kohlensäureverwitterung). 
Insbesondere bei maritimen Ökosystemen kommt neben der Photosynthese, die in der Tiefsee keine Rolle spielt, die Chemosynthese (Chemotrophie) als Energiequelle in Frage.